# Saint-Hilaire-de-Briouze
Saint-Hilaire-de-Briouze è un comune francese di 296 abitanti situato nel dipartimento dell'Orne nella regione della Normandia.

## Società

### Evoluzione demografica
Abitanti censiti